# Atletismo nos Jogos Olímpicos de Verão de 2012 - Lançamento de martelo masculino
A competição do lançamento de martelo masculino nos Jogos Olímpicos de Verão de 2012 aconteceu nos dias 3 e 5 de agosto no Estádio Olímpico de Londres.
Krisztián Pars, da Hungria, conquistou a medalha de ouro com a marca de 80,59 metros na final.

## Calendário
Horário local (UTC+1).
| Data        | Horário | Fase         |
| ----------- | ------- | ------------ |
| 3 de agosto | 11:20   | Qualificação |
| 5 de agosto | 20:20   | Final        |

## Medalhistas
| Ouro   | HUN Krisztián Pars |
| Prata  | SLO Primož Kozmus  |
| Bronze | JPN Koji Murofushi |

## Recordes
Antes desta competição, os recordes mundiais e olímpicos da prova eram os seguintes:
| Tipo | Atleta          | Marca   | Local     | Data                   |
| ---- | --------------- | ------- | --------- | ---------------------- |
|      | Yuriy Sedykh    | 86,74 m | Stuttgart | 30 de agosto de 1986   |
|      | Sergey Litvinov | 84,80 m | Seul      | 26 de setembro de 1988 |

## Qualificação
Classificam-se para a final os atletas com marca acima de 78,00 m (Q) ou as 12 melhores marcas (q).
| Pos. | Grupo | Nome                     | CON                 | #1    | #2    | #3    | Marca | Notas |
| ---- | ----- | ------------------------ | ------------------- | ----- | ----- | ----- | ----- | ----- |
| 1    | B     | Krisztián Pars           | HUN Hungria         | 77.11 | 79.37 | –     | 79.37 | Q     |
| 2    | A     | Koji Murofushi           | JPN Japão           | 77.18 | 78.48 | –     | 78.48 | Q,    |
| 3    | A     | Primož Kozmus            | SLO Eslovênia       | 78.12 | –     | –     | 78.12 | Q,    |
| 4    | A     | Oleksiy Sokyrskyy        | UKR Ucrânia         | X     | X     | 77.65 | 77.65 | q     |
| 5    | A     | Kibwe Johnson            | USA Estados Unidos  | X     | X     | 77.17 | 77.17 | q,    |
| 6    | A     | Kirill Ikonnikov         | RUS Rússia          | X     | 76.43 | 76.85 | 76.85 | q     |
| 7    | A     | Szymon Ziółkowski        | POL Polônia         | 76.22 | X     | 75.68 | 76.22 | q     |
| 8    | A     | Dilshod Nazarov          | TJK Tajiquistão     | 73.90 | X     | 75.91 | 75.91 | q     |
| 9    | A     | Lukáš Melich             | CZE República Checa | 75.88 | 75.29 | 72.49 | 75.88 | q     |
| 10   | A     | Nicola Vizzoni           | ITA Itália          | 74.79 | 73.88 | 74.12 | 74.79 | q     |
| 11   | A     | Alexander Smith          | GBR Grã-Bretanha    | 72.59 | 74.71 | 73.21 | 74.71 | q     |
| 12   | B     | Valeriy Sviatokha        | BLR Bielorrússia    | 73.11 | 73.07 | 74.69 | 74.69 | q     |
| 13   | B     | Eivind Henriksen         | NOR Noruega         | 72.67 | X     | 74.62 | 74.62 |       |
| 14   | B     | Jerome Bortoluzzi        | FRA França          | X     | 70.36 | 74.15 | 74.15 |       |
| 15   | B     | Marcel Lomnicky          | SVK Eslováquia      | X     | 74.00 | X     | 74.00 |       |
| 16   | B     | Javier Cienfuegos        | ESP Espanha         | X     | 63.79 | 73.73 | 73.73 |       |
| 17   | A     | Eşref Apak               | TUR Turquia         | X     | X     | 73.47 | 73.47 |       |
| 18   | B     | Ali Al-Zinkawi           | KUW Kuwait          | 70.67 | 73.40 | X     | 73.40 |       |
| 19   | B     | Roberto Janet            | CUB Cuba            | 72.52 | 73.34 | 70.19 | 73.34 |       |
| 20   | B     | Dzmitry Marshin          | AZE Azerbaijão      | 72.06 | X     | 72.85 | 72.85 |       |
| 21   | A     | Igors Sokolovs           | LAT Letônia         | X     | 71.77 | 72.76 | 72.76 |       |
| 22   | B     | Kaveh Mousavi            | IRI Irã             | 67.25 | 71.42 | 72.70 | 72.70 |       |
| 23   | B     | Aleksey Zagornyi         | RUS Rússia          | 71.02 | 72.52 | X     | 72.52 |       |
| 24   | A     | Quentin Bigot            | FRA França          | 69.22 | 68.17 | 72.42 | 72.42 |       |
| 25   | B     | A. G. Kruger             | USA Estados Unidos  | X     | 72.13 | X     | 72.13 |       |
| 26   | B     | David Söderberg          | FIN Finlândia       | X     | 71.26 | 71.76 | 71.76 |       |
| 27   | B     | Lorenzo Povegliano       | ITA Itália          | 71.55 | 68.77 | X     | 71.55 |       |
| 28   | A     | Mostafa Al-Gamel         | EGY Egito           | X     | 70.23 | 71.36 | 71.36 |       |
| 29   | A     | Andras Haklits           | CRO Croácia         | X     | 70.61 | X     | 70.61 |       |
| 30   | A     | Serghei Marghiev         | MDA Moldávia        | 67.17 | 67.32 | 69.76 | 69.76 |       |
| 31   | B     | Nicolas Figère           | FRA França          | 69.74 | X     | X     | 69.74 |       |
| 32   | B     | Constantinos Stathelakos | CYP Chipre          | 69.65 | X     | X     | 69.65 |       |
| 33   | B     | Mergen Mamedov           | TKM Turcomenistão   | 68.39 | 66.99 | 67.23 | 68.39 |       |
| 34   | B     | Juan Ignacio Cerra       | ARG Argentina       |       |       | 68.20 | 68.20 |       |
| 35   | A     | Alexandros Papadimitriou | GRE Grécia          | X     | 66.91 | 67.19 | 67.19 |       |
| 36   | A     | Suhrob Khodjaev          | UZB Uzbequistão     | 65.88 | 64.74 | X     | 65.88 |       |
| —    | B     | Paweł Fajdek             | POL Polônia         | X     | X     | X     | NM    |       |
| —    | B     | Artem Rubanko            | UKR Ucrânia         | X     | X     | X     | NM    |       |
| —    | B     | James Steacy             | CAN Canadá          | X     | X     | X     | NM    |       |
| —    | A     | Pavel Kryvitski          | BLR Bielorrússia    | 71.49 | X     | X     | 71.49 | DSQ   |
| —    | A     | Oleksandr Dryhol         | UKR Ucrânia         | X     | 68.02 | 69.57 | 69.57 | DSQ   |

## Final
| Pos.              | Nome              | CON                 | 1     | 2     | 3     | 4     | 5     | 6     | Marca | Notas                |
| ----------------- | ----------------- | ------------------- | ----- | ----- | ----- | ----- | ----- | ----- | ----- | -------------------- |
| Medalha de ouro   | Krisztián Pars    | HUN Hungria         | 79.14 | 78.33 | 80.59 | 79.70 | 79.28 | 78.88 | 80.59 |                      |
| Medalha de prata  | Primož Kozmus     | SLO Eslovênia       | 78.97 | X     | X     | X     | 79.36 | 78.59 | 79.36 | Recorde da temporada |
| Medalha de bronze | Koji Murofushi    | JPN Japão           | X     | 78.16 | 78.71 | 78.09 | 77.12 | 76.47 | 78.71 | Recorde da temporada |
| 4                 | Oleksiy Sokyrskyy | UKR Ucrânia         | 76.51 | 78.25 | X     | X     | X     | 76.99 | 78.25 |                      |
| 5                 | Lukáš Melich      | CZE República Checa | 76.73 | 75.67 | 77.17 | 76.28 | 18.90 | X     | 77.17 |                      |
| 6                 | Szymon Ziółkowski | POL Polônia         | 75.69 | 74.95 | 76.30 | 76.88 | 77.10 | 75.86 | 77.10 |                      |
| 7                 | Nicola Vizzoni    | ITA Itália          | 75.75 | 75.84 | 75.41 | 76.07 | 75.79 | X     | 76.07 |                      |
| 8                 | Kibwe Johnson     | USA Estados Unidos  | 73.31 | 74.95 | X     |       |       |       | 74.95 |                      |
| 9                 | Dilshod Nazarov   | TJK Tajiquistão     | 70.00 | 70.88 | 73.80 |       |       |       | 73.80 |                      |
| 10                | Valeriy Sviatokha | BLR Bielorrússia    | 73.13 | 72.78 | 72.42 |       |       |       | 73.13 |                      |
| 11                | Alexander Smith   | GBR Grã-Bretanha    | 69.74 | 72.87 | 71.47 |       |       |       | 72.87 |                      |
| —                 | Kirill Ikonnikov  | RUS Rússia          | 77.86 | X     | 77.81 | 74.60 | X     | 77.46 | 77.86 | DSQ                  |

Legenda
| Recorde mundial      | Recorde mundial (World record)               |                       | Recorde africano                      | Recorde africano (African) |                                           | Q | Classificado por posição (Qualified) |
| Recorde olímpico     | Recorde olímpico (Olympic record)            | Recorde da América    | Recorde da América (Americas)         | q                          | Classificado por melhor tempo (Qualified) |   |                                      |
| Melhor marca do ano  | Melhor marca do ano (World leading)          | Recorde asiático      | Recorde asiático (Asian)              | DNS                        | Não largou (Did not start)                |   |                                      |
| Recorde nacional     | Recorde nacional (National record)           | Recorde europeu       | Recorde europeu (European)            | DNF                        | Não terminou (Did not finish)             |   |                                      |
| Recorde pessoal      | Recorde pessoal do atleta (Personal best)    | Recorde da Oceania    | Recorde da Oceania (Oceania)          | DSQ / DQ                   | Desclassificado (Disqualified)            |   |                                      |
| Recorde da temporada | Recorde da temporada do atleta (Season best) | Recorde sul-americano | Recorde sul-americano (South America) | NM                         | Sem marca (No mark)                       |   |                                      |